# Франсішку Са Карнейру
Франсі́шку Мануе́л Лумбра́леш де Са́ Карне́йру (порт. Francisco Manuel Lumbrales de Sá Carneiro; *19 липня 1934, Порту — †4 грудня 1980, Камарате, Лоуреш) — португальський політичний діяч, один із засновників Соціал-демократичної партії Португалії. Був 9-м прем'єр-міністром Португалії після Революції гвоздик, з 3 січня до 4 грудня 1980 року.

## Біографія

### ЗаНової держави
Вчився на юридичному факультеті Лісабонського університету, ставши адвокатом. Був обраний депутатом до Національної Асамблеї за списками від Національної єдності — єдиної дозволеної партії за диктаторського режиму Салазара. У парламенті став лідером парламентської групи з близько 30 депутатів під назвою Ala Liberal («ліберальне крило») — їй належали різні ініціативи з тенденціями до поступової трансформації диктатури в демократію західноєвропейського типу. Співпрацював з Мотою Амаралом при підготовці проекту Редакції Конституції (1970 рік). Не досягнувши запланованої мети, склав депутатські повноваження разом з іншими депутатами від Ala Liberal (у тому числі Франсішку Пінту Балсемау і Магальяйш Мота).

### ПісляРеволюції гвоздик
У травні 1974 року після Революції гвоздик, Са Карнейру разом з Франсішку Пінту Балсемау і Жоакіном Магальяйш Мотою, заснував Соціал-демократичну партію, однак спочатку вона називалась Народно-демократичною партією (порт. Partido Popular Democrático, PPD), ставши її першим головою.
Призначався міністром у різних перехідних урядах, обирався депутатом до Установчих зборів, і вже у 1976 році був обраний депутатом до Національної Асамблеї під час перших законодавчих виборів.
У листопаді 1977 року звільнився з посади голови партії, але наступного року був знову вибраний на цю посаду.
В кінці 1979 року створює так званий Демократичний альянс, до якого увійшли члени його партії разом з Соціал-демократичним центром / Народною партією (Діогу Фрейташ ду Амарал), монархістами (Гонсалу Рібейру-Теллеш) і деякими позапартійними. Коаліція перемагає на законодавчих виборах того ж року з абсолютною більшістю і 3 січня 1980 року президент Республіки Рамалью Іаніш призначає Са Карнейру главою уряду, таким чином, замінивши на цій посаді попередницю Марію де Лурдеш Пінтасілгу.

### Несподівана загибель
Франсішку Са Карнейру загинув уночі 4 грудня 1980 року, за трагічних і досі до кінця нез'ясованих обставин. Літак, в якому він слідував у Порту, впав на території муніципальної громади Камарате (Лоуреш), невдовзі після вильоту з Лісабона. Са Карнейру слідував у Порту з метою брати участь у запланованій передвиборній кампанії коаліційного кандидата в президенти — генерала Антоніу Соареша Карнейру. Разом з прем'єр-міністром у ту трагічну ніч загинула його компаньйонша Сну Абекасіш, міністр оборони Аделіну Амару да Кошта, декілька радників і два пілоти. В цей же самий день Са Карнейру записав аудіо-повідомлення, в якому висловлював свій голос підтримки на користь кандидату від Демократичного альянсу, обіцяючи подати у відставку у разі якщо Антоніу Соареш Карнейру програє вибори (що і сталося за кілька днів, оскільки Антоніу Рамалью Іаніш здобув перемогу, а разом з тим і другий поспіль президентський мандат).
Сьогодні існують дві основних версії загибелі прем'єр-міністра Са Карнейру:
- Перша вказує на технічний стан літака, який був не новим, і (або) можливу недбалість у його технічному обслуговуванні.
- Другу пов'язують із замахом, хоча в останньому випадку невідомо проти кого було вчинено замах: проти прем'єр-міністра чи проти міністра оборони (Аделіну Амару да Кошта). Одні вважають, що замах було вчинено саме проти Са Карнейру, оскільки під час революційних подій 25 квітня 1974 року той хотів, щоб Марселу Каетану продовжував керувати урядом. Інші вважають, за деякими ЗМІ, що Са Карнейру і Аделіну Амару да Кошта мали з собою компромат, що вказував на причетність до корупції соціалістів[1].

У листопаді 2006 року було розповсюджено зізнання колишнього крайнього правого Жозе Ештевеша, у якому він зізнався заклав вибухівку у літаку і що метою було спровокувати симуляцію замаху для підняття популярності кандидата від крайніх правих Антоніу Соареша Карнейру. Проте літак піднявся у повітря раніше передбаченого, і таким чином вибух стався раніше від запланованого. Оскільки після злочину минуло понад 25 років, Жозе Ештевеша вже не могли притягнути до кримінальної відповідальності.

## Пам'ять
Ім'я Са Карнейру носять багато вулиць і площ у різних містах Португалії. Встановлені також пам'ятники політичному діячеві. У місті Порту, до якого слідував прем'єр-міністр у ніч своєї загибелі, на його честь названий найсучасніший аеропорт країни — міжнародний аеропорт ім. Франсішку Са Карнейру.

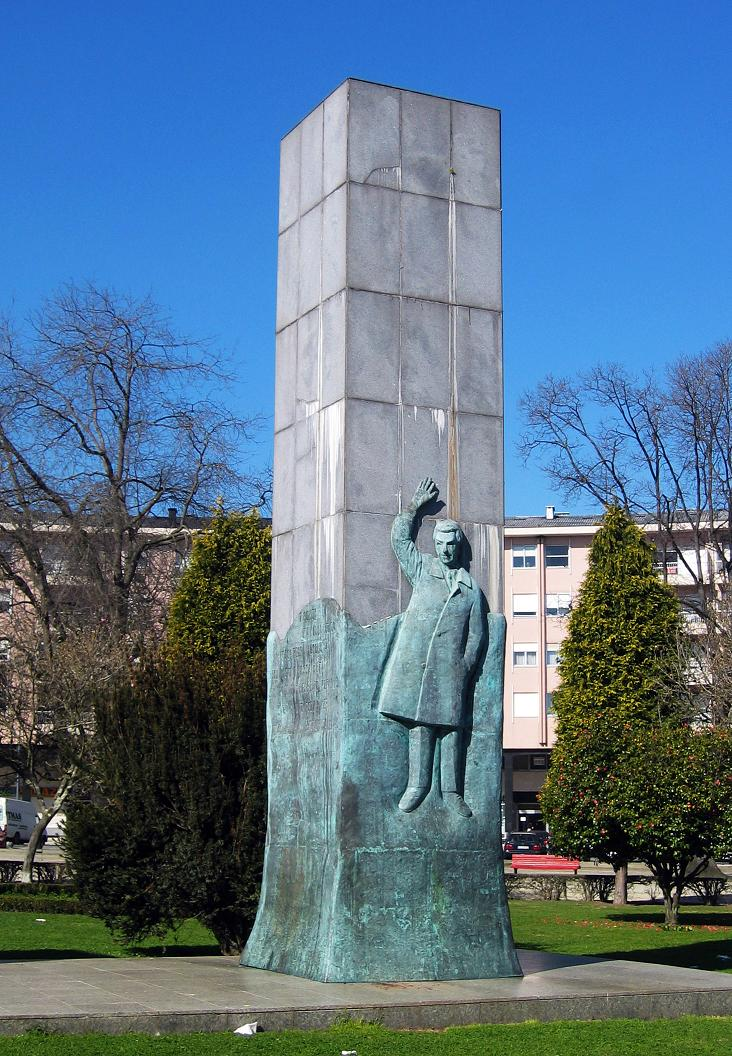
Пам'ятник у Порту
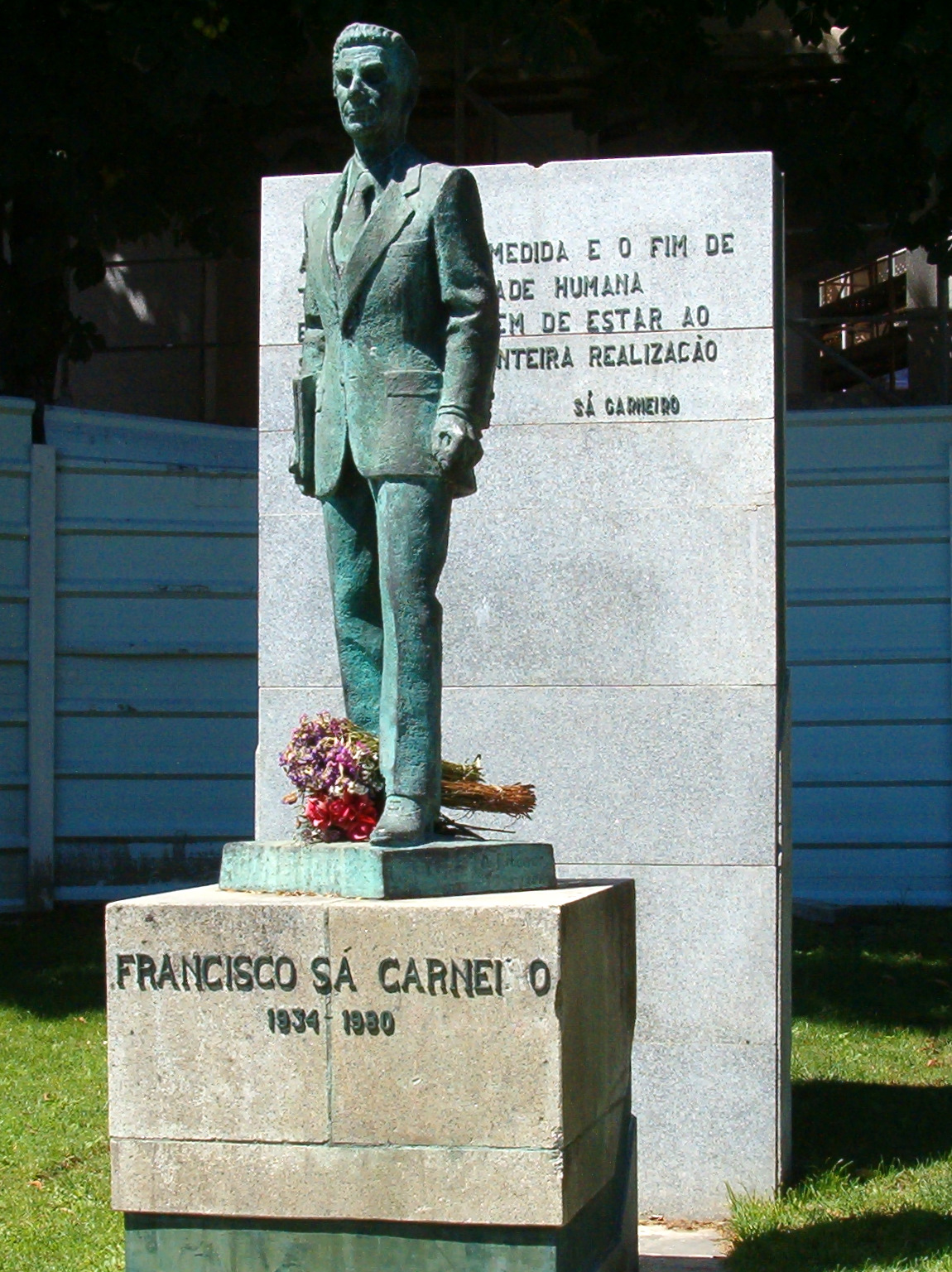
Пам'ятник у Візеу
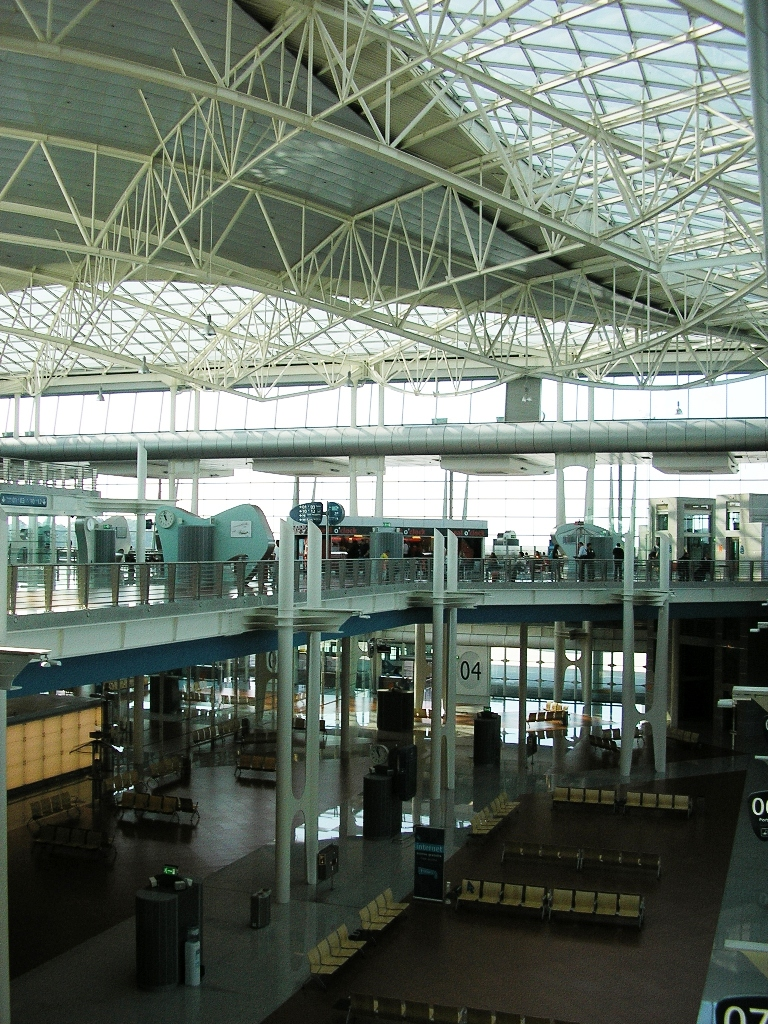
Міжнародний аеропорт ім. Франсішку Са Карнейру у Порту